# Heinrich Vetter (Unternehmer)
Heinrich Vetter (* 24. Dezember 1910 in Mannheim; † 3. Februar 2003 in Ilvesheim) war ein deutscher Kaufmann, Unternehmer und Mäzen.

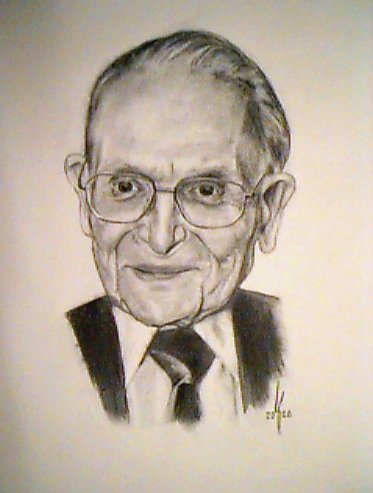
Heinrich Vetter, Graphitzeichnung von Lars Gölz, 2000

## Leben
Heinrich Vetter entstammt einer Mannheimer Kaufmannsfamilie. Seine Eltern waren der Postinspektor Carl Heinrich Vetter (1885–1944) und Frida geb. Müller (1885–1955). Er besuchte die damalige „Luisen“-Bürgerschule am Tattersall und machte 1929 am Karl-Friedrich-Gymnasium das Abitur. Nach einem Praktikum in einem Mainzer Textilhaus studierte er Betriebswirtschaftslehre an der städtischen Handelshochschule Mannheim (heute Universität Mannheim) und zwei Semester an der Universität Berlin mit dem Abschluss 1933 als Diplom-Kaufmann. Während dieser Zeit war er Mitglied der katholischen Studentenverbindungen KDStV Churpfalz Mannheim, der KAV Suevia Berlin und des NS-Studentenbunds. Eine bereits angefangene Dissertation zur Promovierung bei Walter Le Coutre brachte er nicht zum Abschluss, da er nach seinem Studium im elterlichen Unternehmen dringend benötigt wurde, er trat in die Geschäftsführung des elterlichen Kaufhauses Vetter in Mannheim ein.
Der Vorläufer des späteren Kaufhauses war 1885 von Vetters Großmutter Barbara Müller (1852–1925) geborene Ziegler zunächst mit einem kleinen Ladengeschäft in ihrer Mietwohnung in der Toräckerstraße 10 begründet worden. Ab 1905 folgte der Umzug in die Schwetzinger Straße 24 östlich des Hauptbahnhofes. 1913 wurde der Laden zum Kaufhaus ausgebaut und Vetters Mutter Frida übernahm das Geschäft an der „Vetterecke“. 1926, nachdem der Vater als Mitinhaber eingestiegen war, wagten die Vetters den Weg in Richtung City und eröffneten in M 7 am Kaiserring das „Kaufhaus am Tattersall, H. & F. Vetter“. Später ermöglichte das Kaufhaus seinen Kunden als eines der ersten Warenhäuser Warenkauf auf Kredit vorzunehmen, man schuf aber auch ein Auskunftswesen mit eigenen Angestellten, das sich über die wirtschaftlichen Verhältnisse der Kunden informierte. Die Leitung des Kreditbüros oblag ab Mai 1933 dem Juniorchef Heinrich Vetter.
Vetter war in seinen jungen Jahren Parteigänger der Nationalsozialisten, trat am 1. Mai 1933 der NSDAP bei (Mitgliedsnummer 2.557.355) und war von 1933 bis 1935 Mitglied der SA, dabei war er von 1934 bis 1935 Scharführer. Heinrich Vetters Mutter Frida trat 1933 der NS-Frauenschaft bei. Sein Vater Carl Heinrich war Mitglied der Arbeitsgemeinschaft Deutsch-Arischer Fabrikanten in der Bekleidungsindustrie (Adefa), einem freiwilligen Zusammenschluss von Betrieben, die jeden Geschäftsverkehr mit Juden ablehnten und die unter anderem rein „arische Modenschauen“ organisierten. Darüber hinaus schaltete das Kaufhaus Vetter bereits im Oktober 1932 Anzeigen im Hakenkreuzbanner, der lokalen NSDAP-Zeitung in Mannheim. Auch warb das Kaufhaus Vetter im Januar 1934 für SA- und SS-Uniformen sowie für BDM- und HJ-Bekleidung. Zwischen 1934 und 1938 kaufte die Familie mehrere bedeutende Gebäudekomplexe, die sich zuvor teilweise auch in jüdischem Besitz befanden. Im Zuge der Enteignung jüdischer Kaufleute und der Arisierung (Entjudung) ging 1938 die Mannheimer Samt und Seide GmbH, eine der bedeutendsten Putzgroßhandlungen in Deutschland, mit Niederlassungen in Frankfurt und Köln in den Besitz der Familie Vetter über.
Im November 1936 bezog das Vetter-Kaufhaus den für damalige Begriffe spektakulären fünfstöckigen Turmbau im ehemaligen Defaka-Hochhaus, welcher vom jüdischen Unternehmer Jakob Michael gebaut und vom jüdischen Architekten Fritz Nathan geplant wurde. Das Gebäude in N7 wurde zum Wahrzeichen des Kaufhauses Vetter. Der Umsatz des Kaufhauses stieg, auch wegen der unlauteren Geschäfte, nach 1933 bis Kriegsbeginn um das 5,6-fache phänomenal und die Zahl der Mitarbeiter vervierfachte sich.
Mit Kriegsbeginn 1939 nahm Vetter als Freiwilliger am Überfall auf Polen teil. Als Leutnant war er 1941/42 mit der 17. Panzerdivision an der Ostfront und überlebte 1944 nur knapp einen Bauchschuss. Vetter wurde mit dem Eisernen Kreuz I. und II. Klasse ausgezeichnet. Im Mai 1945 geriet er in französische Gefangenschaft und kam nach Vaucouleurs. Nach seiner Rückkehr im Januar 1946 musste er sich in einem Entnazifizierungsverfahren verantworten. Im Sommer 1947 verurteilte ihn die Spruchkammer Mannheim zu einer für damalige Verhältnisse nicht unerheblichen Geldstrafe in Höhe von 2.000 RM und stufte ihn als Mitläufer ein.
Bereits 1946 wurde er Geschäftsführer des Kaufhauses Vetter und baute dies bis Mitte der 60er Jahre zu einem florierenden Unternehmen mit rund 1.000 Beschäftigten aus. Ende der sechziger Jahre erkannte er, dass er auf Dauer mit den Filialgroßkaufhäusern nicht konkurrieren kann und vermietete 1967 das Kaufhaus an die Horten AG – von der und deren Nachfolgern Kaufhof und Galeria Karstadt Kaufhof es bis zur Schließung und dem Verkauf an die Unternehmensgruppe Diringer & Scheidel im Oktober 2020 betrieben wurde. Von 1968 bis 1985 fungierte er als Horten-Generalbevollmächtigter und die Immobilie blieb in Familienbesitz. 1985 zog sich Vetter ins Privatleben zurück, verwaltete die Vetter-Vermögensanlagen und widmete sich dem Aufbau einer umfangreichen Bilder- und Skulpturensammlung.
Vetter wohnte seit 1932 in der Goethestraße in lIvesheim und war bekennender Katholik. Er ist auf dem Hauptfriedhof Mannheim begraben. Seine Schwester Friedel (* 1913) hatte mit ihrem Mann Richard Holzherr († 1993) das bekannte Karlsruher „Modehaus Vetter“ in der Kaiserstraße 145 aufgebaut und jahrzehntelang zusammen mit ihren Kindern Birgit und Klaus betrieben.

## Heinrich-Vetter-Stiftung

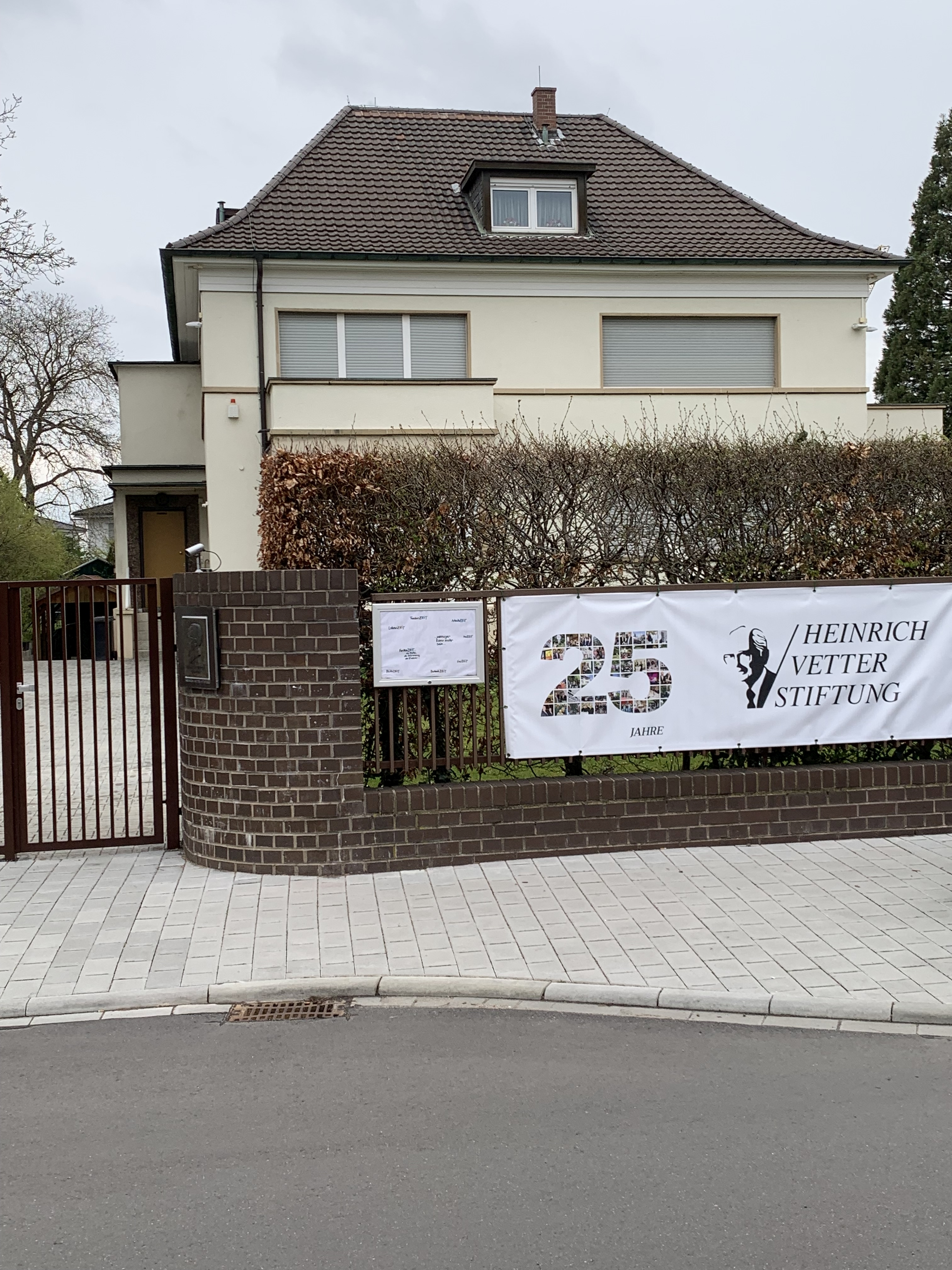
Heinrich-Vetter-Stiftung in Ilvesheim im Jahr seines 25-jährigen Bestehens

1997 gründete Heinrich Vetter die „Heinrich-Vetter-Stiftung“ und brachte zunächst eine Million D-Mark ein. Der Stiftungszweck liegt in der Förderung der Allgemeinheit auf den Gebieten der Kirche, Kunst, Kultur, Wissenschaft, Sport, Soziales und Brauchtum und der Förderung Mannheims und seiner Bürger. Der unverheiratete, kinderlose Kaufmann setzte in seinem Testament die Stiftung als Alleinerbin ein. Nach Vetters Tod erbte die Stiftung sein gesamtes Vermögen, damals 24 Millionen Euro. Hinzu kamen 4,1 Millionen Euro aus der Versteigerung von Kunstgegenständen und Hausrat aus seiner Villa. Seitdem gibt die Stiftung jährlich mehr als eine Million Euro für 180 bis 200 gemeinnützige Projekte in vielen Bereichen aus. Vetters mäzenatisches Wirken prägt dadurch die Rhein-Neckar-Region und die Stadt Mannheim über seinen Tod hinaus. Die Stiftung wurde zunächst von Carl-Heinrich Esser geführt und steht seit 2011 unter der Leitung des langjährigen Baden-Württembergischen Wissenschaftsminister Peter Frankenberg. Das Stiftungsvermögen speist sich zu 2/3 aus Immobilien (Parkhaus N 7 mit Geschäften und Büros sowie die Geschäftshäuser P 5,1-8, 15 und 19) und zu 1/3 aus Wertpapieren.
Der Buchwert des Stiftungsvermögens beträgt heute 50 Millionen Euro. Im Mai 2022 kündigte die Stiftung an, infolge sinkender Mieteinnahmen aus Immobilien jährlich nur mehr maximal 700.000 Euro an Spenden auszuschütten.

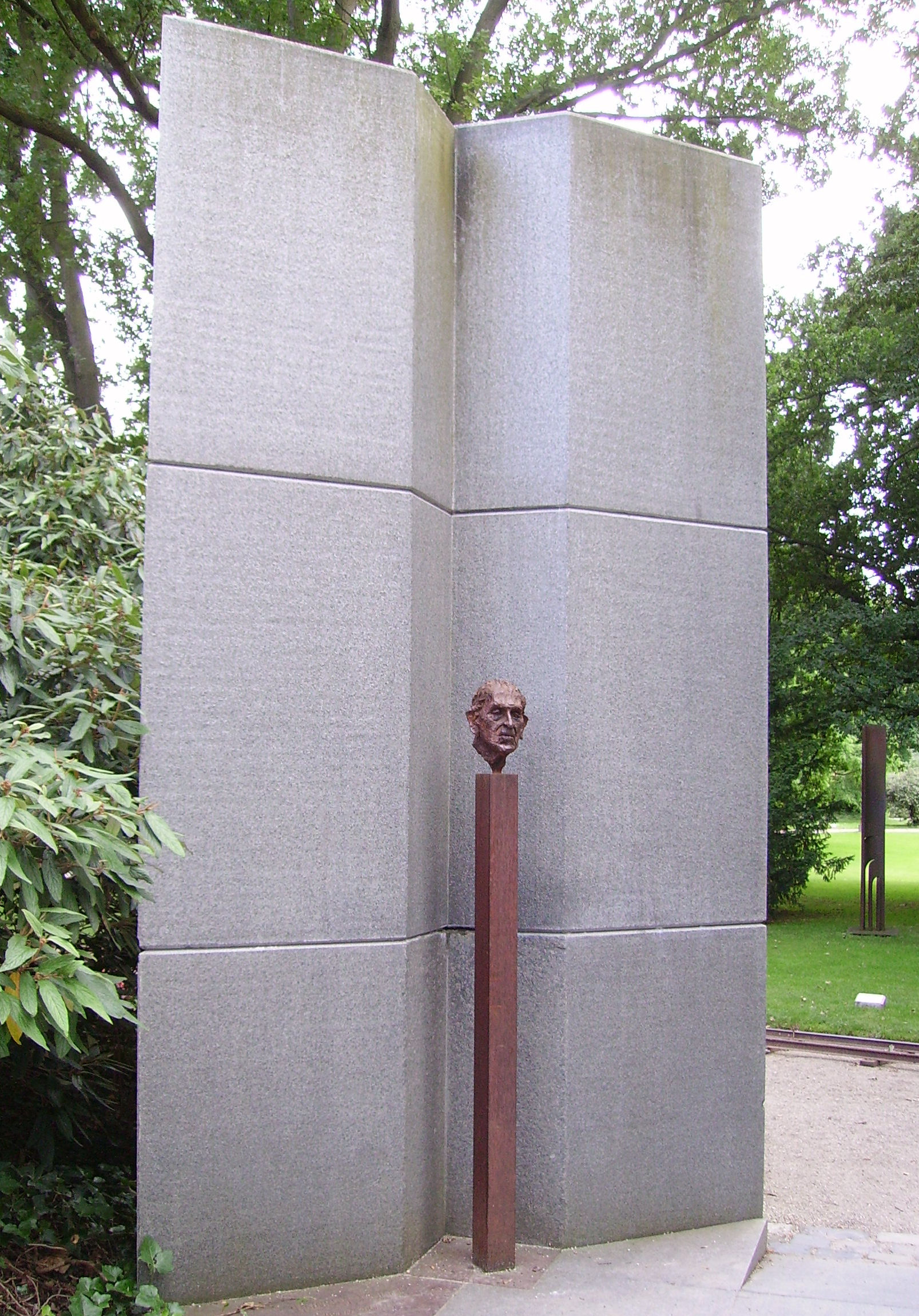
Der Heinrich-Vetter-Weg im Luisenpark, Skulptur von Karlheinz Oswald

## Auszeichnungen und Ehrungen
Zahlreiche Einrichtungen sind mit seinem Namen verbunden, wie ein seit 1992 mit seinen Großplastiken gesäumter und nach ihm benannter Weg im Luisenpark, eine Einkaufs-Passage am Ende der Kunststraße in der Mannheimer Innenstadt, ein Forum in der Kunsthalle Mannheim, ein Hörsaal in der Universität Mannheim und der Dualen Hochschule Baden-Württemberg Mannheim, das Seniorenstift in Ilvesheim und die Kurpfalzbibliothek in Lorsch oder der Heinrich-Vetter-Saal im Bretzenheim-Palais. Auch nach ihm benannte Preise, wie der bis 2011 Mannheimer Heinrich-Vetter-Literaturpreis heißende Mannheimer Literaturpreis erinnern an ihn. In Ilvesheim zeugt der Heinrich-Vetter-Ring von ihm, dort ist auch der Platz vor der katholischen Kirche nach ihm benannt.
Für sein Mäzenatentum wurden ihm zahlreiche Ehrungen zuteil. 1990 wurde ihm der Ehrenring der Stadt Mannheim verliehen. Ilvesheim verlieh ihm 1990 die Ehrenbürgerwürde, ebenso die Stadt Mannheim im Jahr 1999. Überliefert sind seine Worte: „Mein Herz hängt an Mannheim, und für alles, was dieser Stadt nützt, möchte ich ein Anstifter im positiven Sinne sein“. 1991 wird er Ehrensenator der Universität Mannheim. 1993 wurde ihm das Bundesverdienstkreuz am Bande verliehen. 1997 verlieh ihm die Ruprecht-Karls-Universität Heidelberg ihre seltene Ehrenbürgerschaft. 1998 wurde er Ehrensenator der Hochschule Mannheim. Die jüdische Gemeinde Mannheim zeichnete Vetter 1998 mit der Ehrenmedaille aus. Da die Arisierungen der Familie Vetter erst nach Heinrich Vetters Tod öffentlich wurden, entzog die jüdische Gemeinde 2013 posthum die Ehrenmedaille.
1999 bekam er die Verdienstmedaille des Landes Baden-Württemberg verliehen, im Dezember 2000 erhielt er von der Fakultät für Betriebswirtschaftslehre der Universität Mannheim die Ehrendoktorwürde (Doktor rer. oec. honoris causa). Des Weiteren war er Ritter des päpstlichen St. Silvester-Ordens (1994) und Träger des Kurpfalzehrenrings (1999).

## Kritik
Bereits kurz nach Vetters Tod war der „Arbeitskreis Justiz“ – eine Runde von Mannheimer Hobbyhistorikern – im Jahr 2005 bei Forschungen zur NS-Zeit darauf gestoßen, dass dessen Kaufhaus bei der Vertreibung der Juden erhebliche Einnahmen durch die Verwertung der Besitztümer erzielt hatte. Noch unbeschadet der Enthüllungen sollte in Mannheim im März 2010 eine Ringstraße nach Heinrich Vetter benannt werden. Infolge mehrmaliger Hinweise durch den Arbeitskreis Justiz nahm die Stadtverwaltung jedoch Abstand von der geplanten Straßenbenennung.
Im Januar 2013 erschien von der Historikerin Christiane Fritsche eine umfangreiche wissenschaftliche Arbeit, die einen beispiellosen Vorgang der Verdrängung und Ausplünderung der jüdischen Bevölkerung in der Stadt Mannheim in 2805 Fällen dokumentierte, an der sich viele Bürger beteiligten. Wie Fritsche in ihrer im Jahre 2009 begonnenen Studie – ein Kooperationsprojektes zwischen dem Stadtarchiv Mannheim - ISG und dem Historischen Institut der Universität Mannheim – belegte, gehörte die Familie Vetter mit acht Übernahmen jüdischen Besitzes in Mannheim aber auch in Karlsruhe und Ilvesheim zu den größten Profiteuren der Arisierung in Mannheim. Es handelte sich dabei um die Mannheimer Grundstücke in N7,4 und L4,1 sowie in der Schloßstrasse 120 in Ilvesheim, zudem um das von Julius Levy geführte Modehaus Hugo Landauer in Karlsruhe, die Hutfabrik Wohlgemuth und Rotschild, die Hut- und Putzvertriebs GmbH von Gustav Zimmern, die Textilfabrik Samt und Seide und die Firma B. Kaufmann und Co. am Paradeplatz. Nach juristischen Maßstäben gesehen wurden fünf Arisierungen von Vetters Vater, eine durch die Mutter und zwei durch Vetter und seiner Schwester durchgeführt. Nach dem Zweiten Weltkrieg entschädigte Vetter im Rahmen des Restitutionsverfahrens die jüdischen Erben teilweise.
Im Jahr 2013 wurde die nachträgliche Aberkennung der Ehrenbürgerschaft Vetters in Mannheim breit diskutiert. Vetters Chronisten hatten seine persönliche NS-Geschichte und die Arisierungen systematisch verschwiegen. Statt der Aberkennung sprach man sich jedoch für eine aktive Erinnerungsarbeit unter Führung des Stadtarchivs Marchivum aus. Bald nach der Veröffentlichung der Studie stellte der Leiter der Heinrich-Vetter-Stiftung Peter Frankenberg fest: „Dass der geschäftliche Erfolg, der Aufstieg der streng katholischen Familie über alles ging, lässt sich nicht wegdiskutieren“.
Heinrich Vetter bezog zu Lebzeiten niemals öffentlich Stellung zur NS-Zeit oder setzte sich bewusst damit auseinander.

## Filme
- Das Kaufhaus Vetter präsentiert sich in einem alten Filmdokument von 1955 als floriendes Kaufhaus.

- Ein Beitrag der ARD-Sendung »Panorama« vom 31. Oktober 2013 berichtet über die wissenschaftliche Studie von Fritsche zu den Arisierungen in Mannheim.